# 鳳凰 (呉)
鳳凰（ほうおう）は、三国時代、呉の末帝孫晧の治世に行われた5番目の元号。
272年 - 274年。

## 出来事
- 瑞兆により鳳凰と改元。
- 2年：学者の韋昭が誅殺される。
- 3年：大司馬の陸抗死去。

## 西暦・干支との対照表
| 鳳凰 | 元年  | 2年   | 3年   |
| 西暦 | 272年 | 273年 | 274年 |
| 干支 | 壬辰  | 癸巳  | 甲午  |

## 他元号との対照表
| 鳳凰 | 元年  | 2年   | 3年    |
| 西晋 | 泰始8 | 泰始9 | 泰始10 |